# عمرو غنيم
عمرو غنيم هو لاعب كرة مضرب مصري معروف بعد أن فاز في 3 ألقاب عالمية في يوم واحد.

## وصلات خارجية
- كأس ديفيس